# Chicago (musikalbum)
Chicago är musikgruppen Chicagos andra självbetitlade album. Albumet har senare även blivit känt som Chicago II. Albumet spelades in i augusti 1969 och släpptes som dubbel-LP i januari 1970 på skivbolaget Columbia Records. Albumet domineras av Ballet for a Girl in Buchannon (skrivet av James Pankow), 13 minuter av sammanhängande jazziga musikstycken. Från albumet släpptes tre singlar, "25 or 6 to 4", "Make Me Smile", och "Colour My World", där den förstnämnda blev en internationell hit, och är en av Chicagos mest välkända låtar. De två övriga blev hitsinglar i USA.

## Låtlista
(kompositörens efternamn inom parentes)
1. "Movin' In" (James Pankow) - 4:06
2. "The Road" (Terry Kath) - 3:10
3. "Poem for the People" (Robert Lamm) - 5:31
4. "In the Country" (Kath) - 6:34
5. "Wake Up Sunshine" (Lamm) - 2:29
6. "Ballet for a Girl in Buchannon" - 12:55
  1. "Make Me Smile" (Pankow) - 3:16
  2. "So Much to Say, So Much to Give" (Pankow) - 1:12
  3. "Anxiety's Moment" (Pankow) - 1:01
  4. "West Virginia Fantasies" (Pankow) - 1:34
  5. "Colour My World" (Pankow) - 3:01
  6. "To Be Free" (Pankow) - 1:15
  7. "Now More Than Ever" (Pankow) - 1:26
7. "Fancy Colours" (Lamm) - 5:10
8. "25 or 6 to 4" (Lamm) - 4:50
9. "Memories of Love" - 9:12
  1. "Prelude" (Kath/Peter Matz) - 1:10
  2. "A.M. Mourning" (Kath/Matz) - 2:05
  3. "P.M. Mourning" (Kath/Matz) - 1:58
  4. "Memories of Love" (Kath) - 3:59
10. "It Better End Soon" - 10:24
  1. "1st Movement" (Lamm) - 2:33
  2. "2nd Movement" (Lamm/Walter Parazaider) - 3:41
  3. "3rd Movement" (Lamm/Kath) - 3:19
  4. "4th Movement" (Lamm) - 0:51
11. "Where Do We Go From Here" (Peter Cetera) - 2:49

## Listplaceringar
| Lista (1970)   | Position            |
| -------------- | ------------------- |
| Australien     | 10 (Go Set)         |
| Kanada         | 4 (RPM)             |
| Nederländerna  | 2                   |
| Norge          | 19 (VG-lista)       |
| Storbritannien | 6 (UK Albums Chart) |
| Sverige        | 7 (Kvällstoppen)    |
| USA            | 4 (Billboard 200)   |
| Västtyskland   | 20                  |